# Sorochytriaceae
Sorochytriaceae är en familj av svampar. Sorochytriaceae ingår i ordningen Blastocladiales, klassen Blastocladiomycetes, divisionen Blastocladiomycota och riket svampar.
|                 | Physodermataceae               |
|                 |                                |
|                 | Coelomomycetaceae              |
|                 |                                |
|                 | Blastocladiaceae               |
|                 |                                |
|                 | Catenariaceae                  |
|                 |                                |
| Sorochytriaceae | \| \| Sorochytrium \| \| \| \| |
|                 | \| \| Sorochytrium \| \| \| \| |
|                 | Coelomycidium                  |
|                 |                                |
|                 | Sorochytrium                   |
|                 |                                |

|  | Sorochytrium |
|  |              |